# C. Jasper Bell

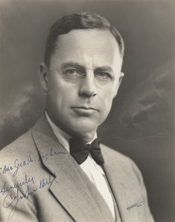
C. Jasper Bell

Charles Jasper Bell (* 16. Januar 1885 in Lake City, Hinsdale County, Colorado; † 21. Januar 1978 in Kansas City, Missouri) war ein US-amerikanischer Politiker. Zwischen 1935 und 1949 vertrat er den Bundesstaat Missouri im US-Repräsentantenhaus.

## Werdegang
Jasper Bell besuchte die öffentlichen Schulen im Jackson County in Missouri sowie die Lees Summit High School. Daran schloss sich ein Studium an der University of Missouri in Columbia an. Nach einem Jurastudium an der Kansas City School of Law und seiner 1913 erfolgten Zulassung als Rechtsanwalt begann er in Kansas City in diesem Beruf zu arbeiten. Gleichzeitig schlug er als Mitglied der Demokratischen Partei eine politische Laufbahn ein. Zwischen 1926 und 1930 saß er im Stadtrat von Kansas City. Außerdem wurde er Mitglied einer Kommission zur Revision der Staatsgesetzgebung. Von 1931 bis 1934 fungierte Bell als Richter am Bezirksgericht im Jackson County.
Bei den Kongresswahlen des Jahres 1934 wurde er im vierten Wahlbezirk von Missouri in das US-Repräsentantenhaus in Washington, D.C. gewählt, wo er am 3. Januar 1935 die Nachfolge von Jacob L. Milligan antrat. Nach sechs Wiederwahlen konnte er bis zum 3. Januar 1949 sieben Legislaturperioden im Kongress absolvieren. Von 1939 bis 1943 war er Vorsitzender des ersten Wahlausschusses. Danach führte er bis 1947 den Vorsitz im Ausschuss für insulare Angelegenheiten. In den Jahren 1945 und 1946 war er Mitglied der Filipino Rehabilitation Commission. Bis 1941 wurden im Kongress weitere New-Deal-Gesetze der Bundesregierung unter Präsident Franklin D. Roosevelt verabschiedet. Danach war auch die Arbeit des Kongresses von den Ereignissen des Zweiten Weltkrieges bestimmt.
Im Jahr 1948 verzichtete Jasper Bell auf eine erneute Kandidatur. Nach seinem Ausscheiden aus dem US-Repräsentantenhaus praktizierte er wieder als Anwalt. Außerdem war er in der Investmentbranche tätig. Er starb am 21. Januar 1978 in Kansas City.